# Amarni Banks
Amarni Banks (* 8. Oktober 2002) ist eine britische Tennisspielerin.

## Karriere
Banks begann mit drei Jahren das Tennisspielen und bevorzugt Hartplätze. Sie spielt hauptsächlich auf Turnieren der ITF Women’s World Tennis Tour, wo sie bislang zwei Titel im Einzel gewinnen konnte.
2019 erhielt sie eine Wildcard für das Hauptfeld des Juniorinneneinzel in Wimbledon. Sie verlor dort aber bereits in der ersten Runde gegen Polina Kudermetowa mit 1:6 und 0:6.
2020 erhielt sie eine Wildcard für die Qualifikation zum Heuptfeld im Dameneinzel des Adelaide International, ihrem ersten Turnier der WTA Tour. Sie verlor ihre Erstrundenbegegnung gegen Darja Kassatkina mit 6:3, 1:6 und 3:6. Bei den anschließenden Australian Open trat sie im Juniorinneneinzel an, wo sie in der ersten Runde gegen Ljubow Kostenko mit 3:6 und 3:6 verlor. Im Juniorinnendoppel trat sie an der Seite von Erika Andrejewa an. Die beiden verloren ihre Erstrundenbegegnung gegen die topgesetzte Paarung Kamilla Bartone und Linda Fruhvirtová mit 4:6, 6:3 und [6:10].

## Turniersiege

### Einzel
| Nr. | Datum            | Turnier    | Kategorie | Belag     | Finalgegnerin | Ergebnis      |
| --- | ---------------- | ---------- | --------- | --------- | ------------- | ------------- |
| 1.  | 25. Februar 2024 | Traralgon  | ITF W35   | Hartplatz | Naho Satō     | 6:3, 6:3      |
| 2.  | 4. Mai 2025      | Nottingham | ITF W35   | Hartplatz | Alice Gillan  | 7:5, 1:6, 6:2 |